# David Clinger
David Clinger (Los Angeles, 22 november 1977) is een voormalig Amerikaans wielrenner, bekend om zijn gezichtstatoeage. 
In 2005 had Clinger een andere tatoeage laten zetten doch Webcor, zijn toenmalige team, vond dit schandalig en gaf de Amerikaan de keuze om de tatoeage weg te laten halen of ontslagen te worden. Hij koos voor het eerste.
In 2009 werd Clinger geschorst voor twee jaar voor het gebruik van onder andere testosteron. In 2011, net voor afloop van zijn eerdere schorsing, werd bekend dat Clinger wederom positief werd getest op doping, ditmaal clenbuterol. De oud-teamgenoot van Lance Armstrong en Floyd Landis werd levenslang geschorst door de Usada. 

## Overwinningen
1999
- Eindklassement Tour de Toona
- 4e etappe deel b Tour de Beauce

2000
- 4e etappe Vuelta a Galega

2001
- Prueba Villafranca de Ordizia

2002
- 1e etappe Ronde van Catalonië
- Lancaster Classic

2003
- 5e etappe Ronde van Georgia
- 2e etappe en eindklassement Tour of Connecticut
- 1e en 5e etappe Cascade Classic,

## Resultaten in voornaamste wedstrijden
| Jaar | Ronde van Italië | Ronde van Frankrijk | Ronde van Spanje |
| ---- | ---------------- | ------------------- | ---------------- |
| 2000 |                  |                     | 71e              |
| 2001 |                  |                     |                  |
| 2002 |                  |                     |                  |
| 2004 |                  |                     |                  |

| Jaar | Milaan-San Remo | Gent-Wevelgem | Ronde van Vlaanderen | Amstel Gold Race | Luik-Bast.‑Luik |
| ---- | --------------- | ------------- | -------------------- | ---------------- | --------------- |
| 2000 | 103e            |               | 91e                  |                  |                 |
| 2001 | 175e            |               |                      |                  | 107e            |
| 2002 | 110e            | 64e           |                      | 33e              | 86e             |
| 2004 |                 |               | 105e                 |                  |                 |